# Gaspenning

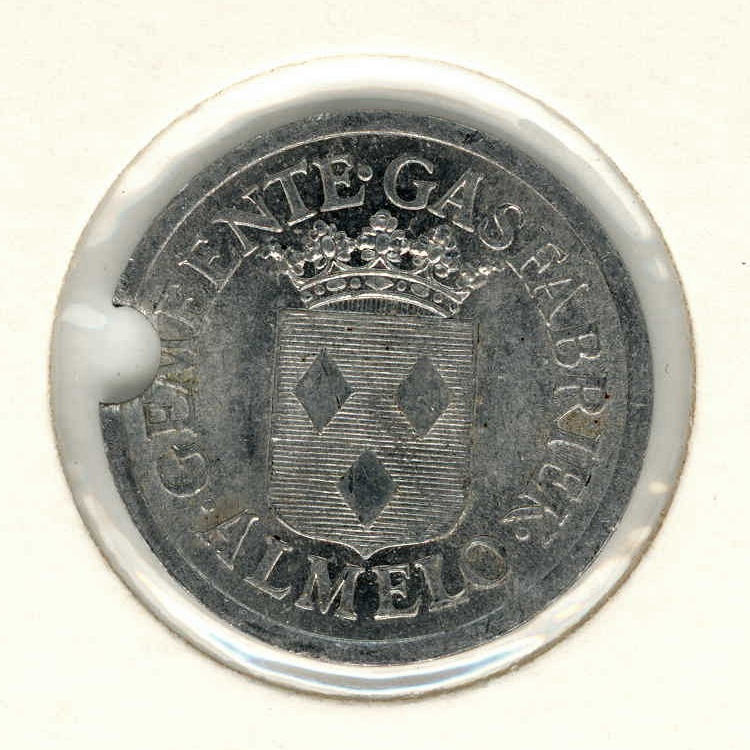
Gaspenning Almelo (voorzijde)

Een gaspenning of gasmunt is een muntje waarmee men tot in de jaren 50 (in sommige gemeenten tot in de jaren 60) van de 20e eeuw het gasverbruik in vele gemeenten kon betalen. Hiervoor was in de meterkast een speciale meter, een muntmeter, geïnstalleerd, die door de meteropnemer werd geleegd. De munten kocht men uit muntautomaten die in de wijken waren geplaatst door het gemeentelijk gasbedrijf. In Rotterdam werden ze verkocht door waterstokerijen.

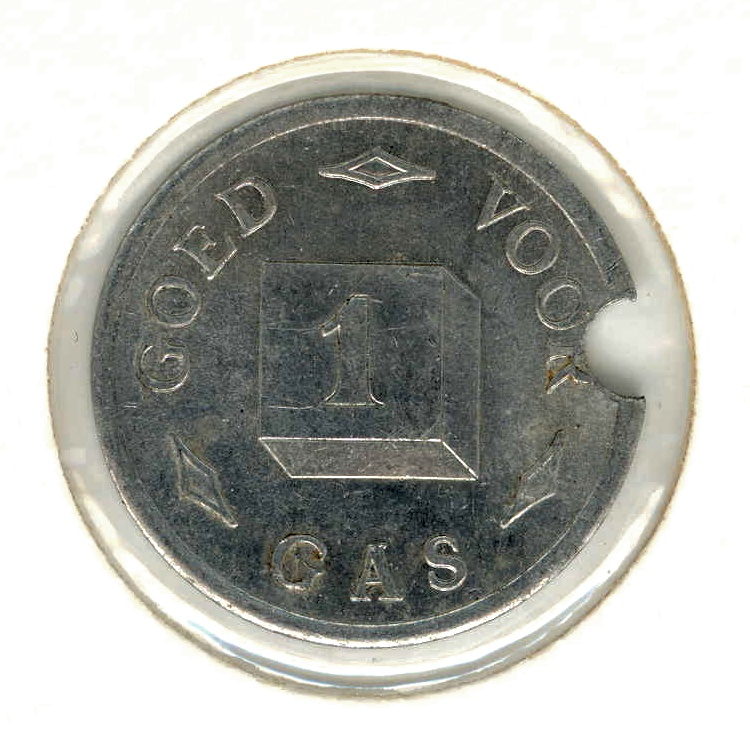
Gaspenning Almelo (achterzijde)

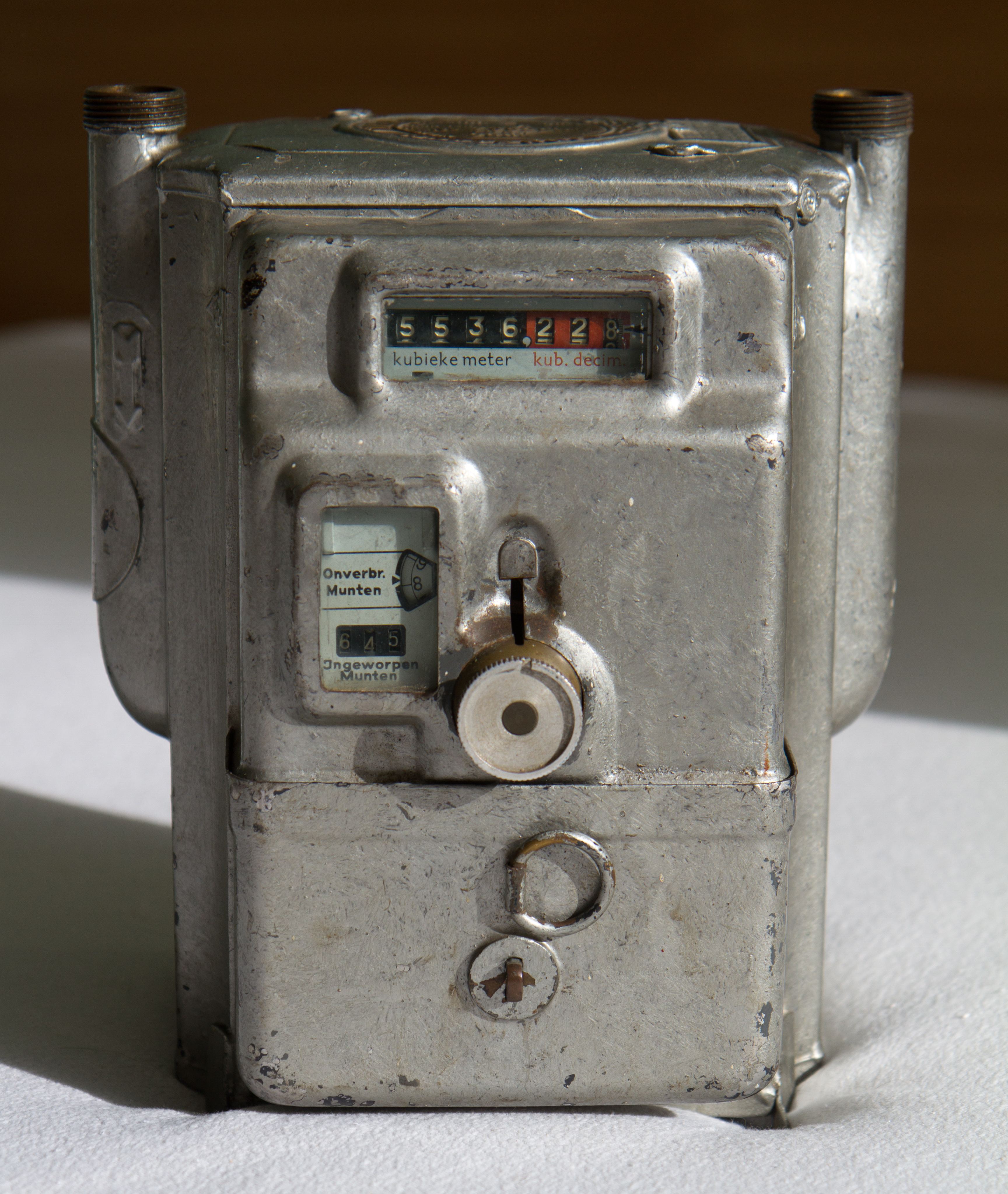
Gasmeter voor gaspenningen. Na inworp moest de knop gedraaid worden

Het doel van de gaspenningen was te voorkomen dat mensen een te grote betalingsachterstand opliepen bij het gasbedrijf.
In tegenstelling tot een verkoopautomaat had een muntmeter geen verfijnde apparatuur om de penning te controleren. Dat was niet nodig: als er valse munten in de meter werden gevonden, wist men wie daarvoor aansprakelijk was.

## Nederland

### Invoering muntgasmeters
De uitvinding van de automatische muntgasmeter wordt toegeschreven aan R.W. Brownhills uit Birmingham, die zijn toestel in 1888 aan de vereniging van gasfabrikanten in Midden-Engeland heeft gedemonstreerd. Enkele jaren later werden muntgasmeters in het Verenigd koninkrijk ingevoerd. In 1895 werd de eerste muntmeter voor gaslevering in Nederland geplaatst, in navolging van experimenten in het Verenigd Koninkrijk. Binnen een paar jaar stonden er tienduizenden in het gehele land. Met een muntgasmeter werd direct bij levering betaald en hoefde niet meer achteraf het volle bedrag te worden afgerekend. De meters werden vooral geplaatst in huurwoningen waarvan de bewoners een meer dan gemiddeld risico op betalingsachterstand liepen. Ook werden ze geplaatst in lokalen die slechts voor een korte periode aan verschillende partijen werden verhuurd, waardoor verrekening achteraf lastig was. Door het gelijktijdig met het installeren van een muntgasmeter ook gasleidingen binnenshuis aan te leggen en verlichtingsarmaturen en kooktoestellen te plaatsen kwam een gasaansluiting binnen het bereik van de gewone man. In 1920 had ongeveer de helft van de op het gasnet aangesloten huishoudens in Nederland een muntmeter. In de hogere gasprijs ten opzichte van de andere aansluitingen was de huur voor deze voorzieningen inbegrepen. De invoering van de muntmeter heeft op deze manier geleid tot een stijging van de gasomzet.

#### Prijsstijging
Vóór de Eerste Wereldoorlog werden voor de meters gewone geldstukken gebruikt. De gasprijs was toen 6 à 7 cent per m³ en er werd door de gasmeter na inworp van 3 munten van 2½ cent 1 m³ gas afgegeven. De hoeveelheid gas die per munt werd geleverd kon bij de meeste meters tamelijk eenvoudig worden aangepast. Met behulp van door de fabrikant geleverde tandwielen kon dit door een monteur van het gasbedrijf worden gedaan. In de praktijk bracht een dergelijke operatie voor het gehele verzorgingsgebied wel de nodige kosten met zich mee. Na de Eerste Wereldoorlog steeg de gasprijs (ca. 16 à 17 cent per m³), maar de gasmeters leverden nog steeds 1 m³ voor drie halve stuivers. Hierdoor beantwoordde de muntmeter niet meer aan zijn doel - het voorkomen van betalingsproblemen. De gebruikers moesten, elke keer als de meter geleegd werd, bijbetalen, en dat leidde tot veel problemen en afsluitingen. Ook werd er door winkeliers geklaagd over het gebrek aan 2½-centmunten: deze werden door de mensen voor de gasmeters opgepot. Daarom werd besloten penningen in te voeren ter grootte van de halve stuiver (23,5 mm). Dit gebeurde voor het eerst in 1920 in Roermond en in Rotterdam. Deze penningen werden via winkels (met name waterstokerijen) en kantoren van het plaatselijke GEB verkocht voor een zodanige prijs dat er niet meer bijbetaald hoefde te worden. In grote steden kon men de penningen tegen betaling uit een muntautomaat verkrijgen. Daarmee werd voorkomen dat de mensen na sluitingstijd zonder gaspenningen en dus ook zonder gas zouden komen te zitten. Al in 1920 volgden enkele andere gemeenten het voorbeeld van Rotterdam en voerden hun eigen gaspenningen in. Veel gemeenten bouwden de meters om zodat er 1 m³ per penning werd afgegeven, maar er bleven hier en daar penningen voor 1/3 m³ in gebruik. De meeste gaspenningen werden in Nederland door de Koninklijke Nederlandse Munt vervaardigd.
Toch bleek dat veel mensen - uit geldnood of gebrek aan gaspenningen - nog halve stuivers in de meter bleven werpen. Echte fraude was dat niet, de dader was immers bekend en men hoefde alleen maar te eisen dat het juiste bedrag werd betaald, evenals in de tijd dat het gebruik van halve stuivers geoorloofd was, maar het resulteerde natuurlijk wel in betalingsproblemen. Er werd besloten alle meters te voorzien van een ronde pen in de inwerpsleuf en alle gaspenningen van een halfronde uitsparing, de zogenoemde knip, zodat halve stuivers niet meer pasten. Dit systeem was reeds bij de invoering van de eerste gaspenningen voorgesteld en ook in een aantal gemeenten toegepast. Rijks Munt had speciaal voor het maken van de inkepingen een machine van de Rijks Artillerie Inrichting overgenomen.
Dit systeem was echter niet waterdicht: sommige gebruikers vijlden een knip in de halve stuiver.

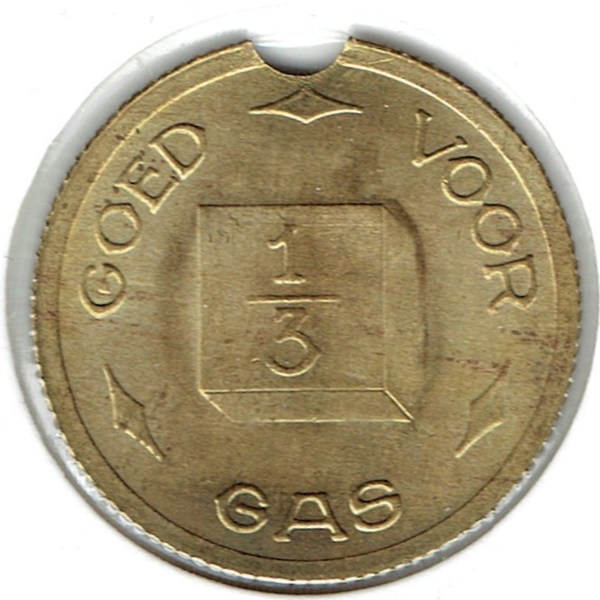
Een gaspenning van Almelo voor 1/3 m3 gas

### Tweede Wereldoorlog
Een ander soort gaspenning zijn de zinken gasmuntjes van 2½ cent, 10 cent, 25 cent en 1 gulden.
Deze zijn in 1942, op verzoek van diverse gemeenten waar gasmeters in gebruik waren die op gewone munten werkten, aangemaakt ter vervanging van de door de Duitse bezetter ingenomen koperen en zilveren munten. De nieuwe zinken oorlogsmunten hadden een andere maat en pasten daardoor niet in de muntmeters. De zinken penningen werden door de Koninklijke Nederlandse Munt vervaardigd naar een ontwerp van Nico de Haas en hebben de afmetingen van de oude munten van 2½ cent, 10 cent, 25 cent en 1 gulden, zodat ze in de bestaande meters pasten. Ze dragen aan een keerzijde de overeenkomstige waardeaanduiding in centen, met daaronder het woord "GAS" (of "ELECTRICITEIT" als het om een elekriciteitspenning ging). Aan de voorzijde dragen ze de naam van de gemeente die de munten uitgaf boven de centrale tekst "GAS", omringd door vier vlammen. Bij elektriciteitspenningen staat in het midden het woord "ELECTRICITEIT", met daarboven en daaronder drie bliksemschichten. Er bestonden ook penningen die zowel voor gas- als voor elektriciteitsmeters gebruikt werden. Deze kregen een ontwerp dat een combinatie van beide penningen was.

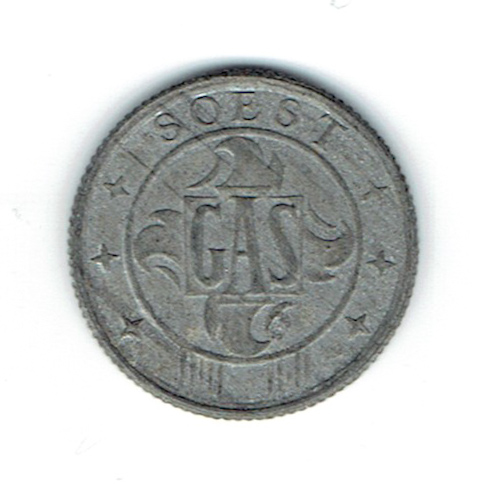
Zinken gaspenning Soest (voorzijde)
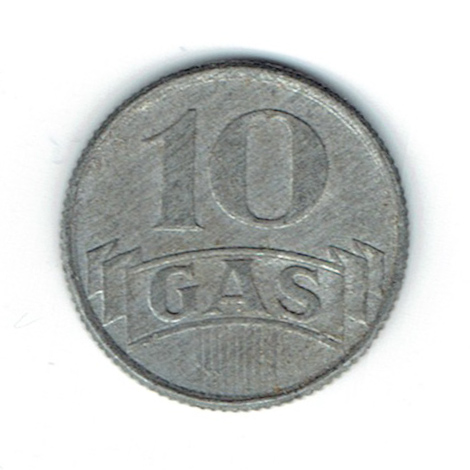
Zinken gaspenning Soest (achterzijde)

Na 1945 werden in opdracht van sommige gemeenten door Rijks Munt penningen aangemaakt ter vervanging van de oude. Deze hebben vaak het ontwerp uit 1942, maar zijn meestal gemaakt van aluminium of messing. Detail: de penningen uit deze tijd hebben een keerzijde die rechtop staat wanneer de penning over de verticale as wordt gekeerd ("medailleslag"), in tegenstelling tot de penningen uit 1942 waarvan de keerzijde rechtop staat wanneer de penning over de horizontale as wordt gekeerd ("muntslag").

### Aardgas
De komst van aardgas vanaf 1958 leidde tot een forse tariefstijging. De gaspenningen voor aardgas met een waarde in volume waren herkenbaar ten opzichte van die voor stadsgas. Sommige gemeenten maakten voor aardgas andere penningen aan, andere gemeenten merkten de oude penningen door het ponsen van een gat, vaak in de vorm van een vijfpuntige ster. Den Haag anodiseerde de gaspenningen in een rode kleur. Gemeenten die gaspenningen met een waarde in guldens uitgaven hoefden niets te veranderen behalve de instelling van de afgifte per geldeenheid op de gasmeter.

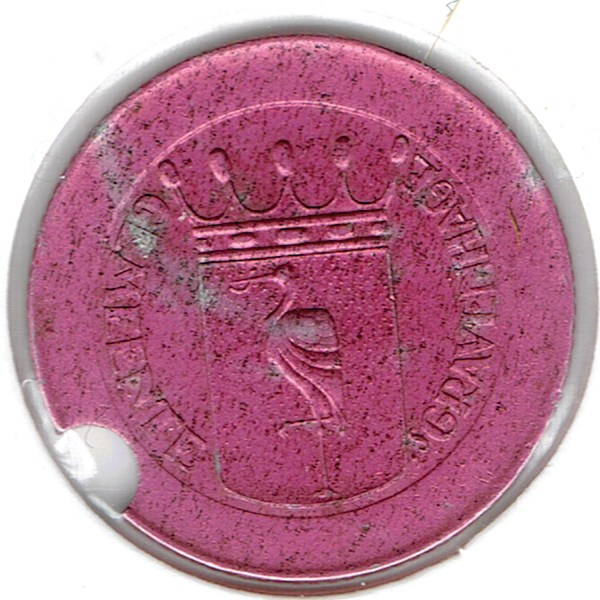
Rood geanodiseerde gaspenning Den Haag (voorzijde)
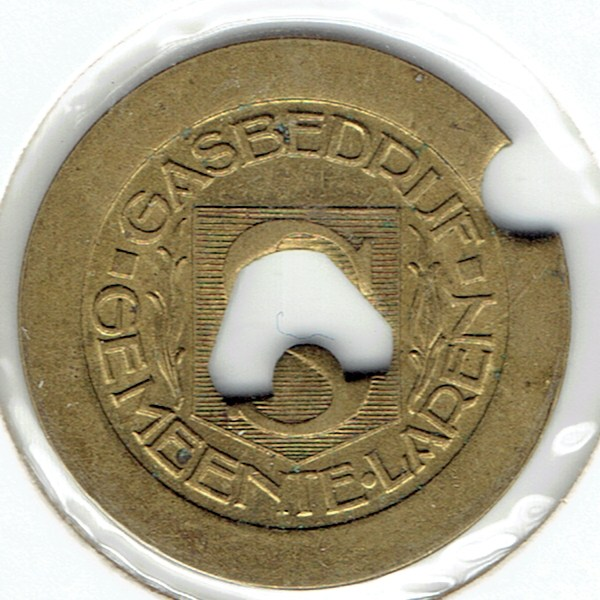
Gaspenning gemeente Laren met geponste letter A van Aardgas (voorzijde)

### Afschaffing
Met de komst van de geiser en de zelfregelende gaskachel is de gaspenning verdwenen: vanwege de waakvlam in deze apparaten was een ononderbroken gaslevering vereist en was combinatie met een muntmeter niet toegestaan.
De meeste gaspenningen zijn afgeschaft rond 1955-1958, na de invoering van het aardgas. In sommige gemeenten bleven ze nog tot in de jaren 60 in gebruik. Af en toe komt men op ruilbeurzen nog wel gaspenningen tegen.
Een moderne variant op de gaspenning is het vooraf betalen van energie. Hierbij koopt de klant een tegoed dat hij zelf kan opwaarderen. Een slimme energiemeter houdt het verbruik bij. Wanneer het tegoed onder een bepaalde waarde is gedaald stuurt de energieleverancier een bericht om de klant te waarschuwen dat het tegoed bijna op is. Wanneer het saldo nul is, wordt de klant automatisch op afstand afgesloten. Na het opwaarderen van het saldo volgt binnen een minuut weer aansluiting op het gas- en/of de elektriciteitsnet. Momenteel (2018) wordt met dit concept in de Nederlandse steden Rotterdam en Arnhem geëxperimenteerd. Omdat moderne apparatuur geen waakvlam meer heeft en automatisch zichzelf uitschakelt wanneer de gastoevoer wordt onderbroken zijn de bezwaren uit het verleden niet meer van toepassing.

## Andere landen
In andere landen werden ook gaspenningen uitgegeven. Dat was zeker het geval in Duitsland, Oostenrijk en Denemarken. De Duitse gaspenningen (Gasmarken) lijken soms heel sterk op die van enkele gemeenten in het oosten van Nederland en dat is geen toeval: de gasmeters en bijbehorende penningen werden in Duitsland ingekocht.
In het Verenigd Koninkrijk zijn nog steeds veel muntmeters in gebruik, zowel voor rechtstreekse afrekening aan de energieleveranciers als voor de afrekening aan de huiseigenaar, waarbij de muntmeter een tussenmeter is. Deze muntmeters werken echter niet met gaspenningen maar met gewoon muntgeld of met een prepaid kaart. Ze moeten voldoen aan door de overheid gestelde eisen.

## Trivia
- Er bestaat een anekdote over een fraudeur die muntjes van ijs gebruikte. Hij had een mal gemaakt door een gasmunt in een stuk zeep te drukken. Hij vulde de holte met water en liet dat buiten bevriezen. Koelkasten waren er nog niet, dus dit kon alleen 's winters. Na gebruik smolt en verdampte de valse munt, zodat er geen sporen in de meter achterbleven.
- In de toenmalige Noord-Duitse gemeente Altona kregen ten tijde van de hyperinflatie (ca. 1920-1924) de gemeenteambtenaren hun salaris in gaspenningen uitbetaald. Deze waren, in tegenstelling tot de Papiermark, inflatiebestendig.